# Kyle Reese
Kyle Reese är en rollfigur i Terminator-filmerna, och soldat i människornas motståndsrörelse mot det onda datornätverket Skynet. I den första filmen, Terminator, sänds Kyle Reese från framtiden till 1980-talet för att skydda Sarah Connor från den onda cyborgen Terminator, så att hon kan bli mor till den framtida motståndsledaren John Connor.
Kyle Reese har samlag med Sarah Connor, och blir därmed far till John. Mot slutet av filmen dödas Kyle av Terminator.
Enligt Terminator: The Sarah Connor Chronicles föddes han 2002, före domedagen.
Den fjärde filmen, Terminator Salvation, handlar om hur John Connor letar efter Kyle Reese, för att senare kunna skicka honom bakåt i tiden.